# David Bennett (Maler)
David Bennett (* 1941 in Chicago) ist ein US-amerikanischer Opernsänger, Illustrator und Maler.

## Leben
David Bennett ist US-Amerikaner jüdisch-russischer Herkunft und wurde 1941 in Chicago (Illinois) geboren.
Er studierte an der Harvard-University Literatur und absolvierte eine Ausbildung zum Opernsänger mit Auftritten zwischen 1963 und 1973 vor allem in den USA.
In den 70er Jahren war er für kurze Zeit Dozent an der Freien Universität Berlin, bevor er sich 1973 als freischaffender Maler in München niederließ. Heute arbeitet er in München und auf La Palma.
Seit dieser Zeit beschäftigt er sich intensiv mit dem Alten Testament und seinen Büchern.
Bennett arbeitet mit unterschiedlichen grafischen Techniken in Hoch- und Tiefdruckverfahren wie Linolschnitten, Radierungen oder aufwendigen Siebdrucken u. a. an der Illustration verschiedener Bücher der Hebräischen Bibel.

## Werke (Auswahl)
- Caricature (1980)
- 20er Jahre Frau (1981)
- Nude (2003)

## Illustrationen
- Illustrationen zum Alten Testament, Verlag Anderland, 1982
- Lewis Carroll: Alice im Wunderland, Broer Verlag, ISBN 3-924963-48-7[2]
- Shalom Ben-Chorin (Vorwort): Das Buch Esther, Broer Verlag, ISBN 3-924963-46-0[3]

## Ausstellungen (Auswahl)
- Spertus Museum, Chicago (1978)
- Skirbal Museum, Los Angeles (1979)
- Museum of American Jewish History, Philadelphia (1980)
- Staatliches Museum für Völkerkunde, München (1982)
- Städtisches Museum (Braunschweig) (1982)
- Städtische Galerie, Würzburg (1986)
- Kunsthalle Mannheim (1989)
- Bayerische Staatsgemäldesammlungen und Olaf-Gulbransson-Museum: Pneuma/Atem (27. Mai bis 12. August 2001)
- Frye Art Museum Seattle, Washington (2003) The Imagined Woman: David Bennett Miniatures
- Olaf-Gulbransson-Museum für Graphik und Karikatur, Tegernsee: Die imaginierte Frau – Arbeiten auf Papier (5. März 2006 bis 30. April 2006)[4]
- Diözesanmuseum Eichstätt (29. März bis 3. Juni 2007)[5]
- Jüdisches Museum Westfalen: Szenen aus der Bibel (17. September bis 9. Dezember 2007)
- Kulturhof Flachsgasse, Speyer: Szenen aus der Bibel (7. November 2008 bis 18. Januar 2009)[6]
- Domschatz- und Diözesanmuseum (Passau): David Bennett – das Angesicht ... ein Jüdischer Blick auf Christliche Themen (16. September bis 31. Oktober 2011).[7]
- Geburtshaus von Papst Benedikt XVI. in Marktl: Unsichtbare und ewige Wirklichkeiten (Benedikt XVI.) – Begegnung mit biblischen Personen in den Werken von Künstler David Bennett, 22. April bis 4. Oktober 2019[8]